# Decanal
Decanal là một hợp chất hữu cơ, là một aldehyde với công thức hóa học là C10H20O.

## Decanal trong tự nhiên và ứng dụng
Decanal xuất hiện tự nhiên trong cam, quýt, lúa mạch và trong tinh dầu rau mùi, cùng với octanal, citral và sinensal. Nó được sử dụng trong nước hoa và hương liệu.

## Điều chế
Decanal có thể được điều chế bằng cách oxy hóa rượu decanol.

## An toàn
Để biết các thông tin về an toàn, hãy xem MSDS.